# Luca Incollingo
Luca Incollingo (26 de mayo de 1987) es un deportista italiano que compitió en piragüismo en la modalidad de aguas tranquilas.
Ganó una medalla de bronce en el Campeonato Mundial de Piragüismo de 2018 y dos medallas de bronce en el Campeonato Europeo de Piragüismo, en los años 2012 y 2015.

## Palmarés internacional
| Campeonato Mundial | Campeonato Mundial          | Campeonato Mundial | Campeonato Mundial |
| Año                | Lugar                       | Medalla            | Competición        |
| ------------------ | --------------------------- | ------------------ | ------------------ |
| 2018               | Montemor-o-Velho (Portugal) | Medalla de bronce  | C4 500 m           |
| Campeonato Europeo |                             |                    |                    |
| Año                | Lugar                       | Medalla            | Competición        |
| 2012               | Zagreb (Croacia)            | Medalla de bronce  | C2 200 m           |
| 2015               | Račice (República Checa)    | Medalla de bronce  | C2 200 m           |